# 자마 자마
자마 자마(Zama zamas)는 광산 혹은 폐광에서 금, 철광석, 석탄, 망간 등을 캐는 남아공의 불법 광부들을 일컫는 표현이다. 자마 자마라는 표현은 줄루어로 대략 '기회를 잡는다'는 뜻으로 그들은 초보적 장비와 폭발물을 사용한다. 자마 자마 대부분은 레소토, 모잠비크, 짐바브웨 같은 이웃국들 출신이다. 남아공 정부는 그들을 추방하고 있다.

## 배경
불법 광산은 남아공 하우텡주, 음푸말랑가주, 림포포주, 프리스테이트주에서 가장 성하다. 사회경제적 불평등 때문에 자마 자마가 증가하는 추세며 조직 범죄 및 돈세탁과 관련이 있다. 자마 자마들은 폭력적 수단과 착취적인 작업 환경에 의해 시달리고 있다.